# Skara
Skara er en svensk by i Västra Götalands län i landskapet Västergötland. Den er administrationscenter for Skara kommun. I 2005 havde byen 10.963 indbyggere. 
Skara er en af Sveriges ældste byer og domkirken er sandsynligvis fra cirka år 1000. Det menes at være her Norges ærkebiskop Jon Raude søgte tilflugt, da han i 1282 blev sendt i landflygtighed af kong Erik Præstehader.

## Venskabsby
- Sorø